# Devaux Coupe

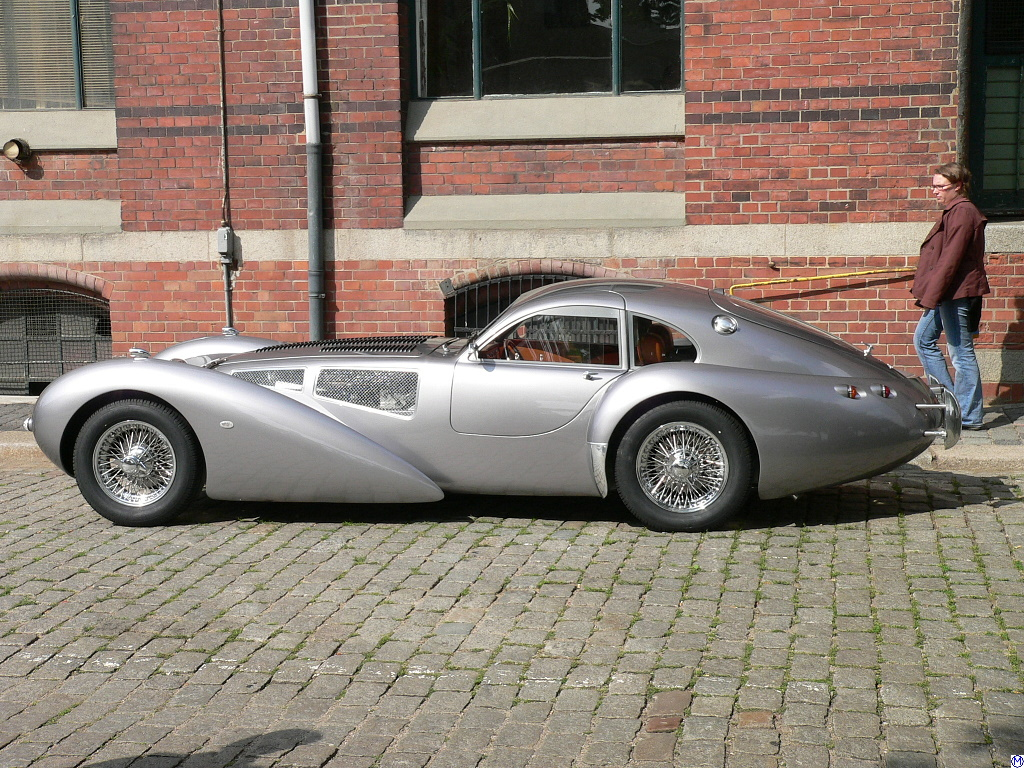
Devaux Coupe — вид сбоку

Devaux Coupe — автомобиль, представленный Devaux Cars Pty Ltd в 2001 году. Devaux Coupe был разработан Дэвидом Джей Клэшом (англ. David J Clash) в Австралии. Оснащается 4-литровым двигателем Ford V6 и 3,4-литровым Jaguar V6. Стоимость автомобиля начинается с 168 000 AUD.
Автомобиль не связан с De Vaux — американским автопроизводителем 1930-х годов.